# Słoszów
Słoszów (manchmal auch: Stoszów; (deutsch: Roms); tschechisch Provodov) ist ein Ort in der Stadt- und Landgemeinde Szczytna (Rückers) im Powiat Kłodzki der Woiwodschaft Niederschlesien in Polen.

## Geographie
Das Dorf liegt zwei Kilometer westlich von Duszniki-Zdrój (Bad Reinerz) an einer parallel zur Europastraße 67 verlaufenden Nebenstraße. Nachbarorte sind Łężyce (Friedersdorf) im Norden, Złotno (Goldbach) im Nordosten, Dolina (Hermsdorf) und Duszniki-Zdrój im Osten, Zielone Ludowe (Hummelwitz) und Jawornica (Jauernig) im Süden sowie Kulin Kłodzki (Jauernig) im Westen. Nordöstlich liegt das Heuscheuergebirge.

## Geschichte
Roms wurde erstmals 1366 als „supra villam Romum“ erwähnt. Weitere Bezeichnungen waren Romunczik (1389), Roems (1560) und 1631 Roms. Es gehörte zur Herrschaft Hummel, mit der es im Jahre 1477 in die Grafschaft Glatz eingegliedert wurde. Kirchlich gehörte es zur Pfarrkirche St. Peter und Paul in Reinerz. Zusammen mit der Herrschaft Hummel kam es 1561 an den böhmischen Landesherrn, bei dem es auch nach Auflösung der Herrschaft 1595 verblieb. 1684 erwarb die Stadt Reinerz das Kammerdorf Roms.
Nach dem Ersten Schlesischen Krieg 1742 und endgültig mit dem Hubertusburger Frieden 1763 kam Roms zusammen mit der Grafschaft Glatz an Preußen. Für Anfang des 19. Jahrhunderts sind nachgewiesen: ein Freibauerngut, neun Bauern sowie 22 Gärtner- und Häuslerstellen.
Nach der Neugliederung Preußens gehörte Roms ab 1815 zur Provinz Schlesien und wurde 1816 dem Landkreis Glatz eingegliedert, mit dem es bis 1945 verbunden blieb. Seit 1874 gehörte die Landgemeinde Roms zum Amtsbezirk Friedersdorf. 1913 wurde die Landgemeinde Roms in die Stadtgemeinde Reinerz eingegliedert. 1939 wurden 192 Einwohner gezählt. 
Als Folge des Zweiten Weltkriegs fiel Roms 1945 wie fast ganz Schlesien an Polen und wurde in Słoszów umbenannt. Die deutsche Bevölkerung wurde vertrieben. Die neu angesiedelten Bewohner waren teilweise Zwangsumgesiedelte aus Ostpolen, das an die Sowjetunion gefallen war. In der Folgezeit blieben viele Häuser unbewohnt und wurden dem Verfall preisgegeben. Die Zahl der Einwohner ging dadurch deutlich zurück. 1975–1998 gehörte Słoszów zur Woiwodschaft Wałbrzych (Waldenburg).